# Parafia św. Józefa w Lesznie
Parafia Świętego Józefa w Lesznie – parafia rzymskokatolicka należąca do dekanatu leszczyńskiego archidiecezji poznańskiej. Została utworzona w 1986 roku.

## Obszar
Leszno:
- ulice: Asnyka, Baczyńskiego, Balonowa, Stefana Batorego, Bojanowskiego, Boya-Żeleńskiego, Brandta, Brata Alberta, Broniewskiego, Chełmońskiego, Chłapowskiego, Czarnieckiego, Dąbrówki, Dembińskiego, Dożynkowa, Drzymały, Dubois, Dudy-Gracza, Dunikowskiego, Działkowa, Działyńskich, Fałata, Gersona, Gierymskiego, Góreckiego, Grochowiaka, Grottgera, Gryczana, Hangarowa, Hasiora, Ikara, Iwaszkiewicza, Janickiego, Jantara, Jęczmienna, Kaszubska, Kilińskiego, Kochanowskiego, Kołłątaja, Konopnickiej, Kopernika, Kosmonautów, Kossaka, Kraszewskiego, Kruczkowskiego, Krzyckiego, Kudeli, Kujawska, Latawcowa, Lechicka, Lniana, Lotnicza, Lubuska, Lutosławskiego, Łanowa, Łubinowa, Łużycka, Makowskiego, Malczewskiego, Mehoffera, Memoraty, Mielżyńskich, Mikołajczyka, Miśnieńska, Modelarska, Moniuszki, Obotrycka, pl. Obrońców Warszawy, Ochocza, Okrzei, Olszewskiego, Orkana, Orłowskiego, Orzeszkowej, Pankiewicza, Piaskowa, Piastowska, Pilotów, Podgórna, Podkowińskiego, Przejezdna, Pszeniczna, Pułaskiego, Radarowa, Reja, Reymonta, Rolna, Rzepakowa, Samolotowa, Schaefera, Serbska, Siemiradzkiego, Siewna, Skłodowskiej-Curie, Skrzydlata, Słonecznikowa, Spadochronowa, Spółdzielcza, Stanisławskiego, Staszica, Stwosza, Szczepanowskiego, Szybowników, Szymanowskiego, Śląska, Św. Franciszka z Asyżu, Św. Józefa, Święciechowska,  Tetmajera, Traugutta, Tuwima, Wiejska, Wolińska, Wybickiego, Wyczółkowskiego, Wyspiańskiego, Księdza Kardynała Stefana Wyszyńskiego, Zachodnia, Zbożowa, Żeromskiego, Żniwna, Żytnia.

Strzyżewice. 
Obszar parafii obejmuje dzielnicę Leszna zwaną Zatorze.